# Хауъртова проекция
Хауъртова проекция е общоприет начин за представяне на цикличната структура на монозахаридите в проста триизмерна перспектива.
Хауъртовата проекция е именувана на английския химик сър Уолтър Хауърт.
Хауъртовата проекция има следните характеристики :
- Въглеродните атоми не се обозначават. В примера вдясно всички атоми с номер от 1 до 6 са въглеродни, като въглерод номер 1 е аномерен.
- Водородните атоми също не се изобразяват. В примера, атоми от 1 до 6 имат водород, който не е означен.
- Удебелената линия показва атоми, близки до наблюдателя. В примера, това са 2 и 3 (както и техните хидроксилни групи [OH-]). Атоми 1 и 4 са по-далеч от наблюдателя. Атом 5 и 6 са най-далече.
- Групите под равнината на пръстена при хауъртовата проекция са еквивалентни на тези от лявата страна при Фишерова проекция.